# Грумбридж, Стивен
Сти́вен Гру́мбридж (англ. Stephen Groombridge; 7 января 1755, Годхурст, графство Кент — 30 марта 1832, Блекхит, Лондон) — британский астроном, составитель каталога звёзд. Несколько звёзд, впервые указанных в каталоге Грумбриджа, названы его именем.

## Семья
Стивен Грумбридж родился 7 января 1755 года в Годхурсте. Отец — Томас Грумбридж. Мать — Мэри Грумбридж. 24 января 1793 года он женился на Марте Тричер. У них было двое детей, которые их не пережили.

## Научная работа
Стивен Грумбридж был астрономом-самоучкой, основным родом занятий которого много лет была не астрономия, а торговля импортными товарами.
В 1802 году Грумбридж поселился в Блекхете, недалеко от Гринвичской обсерватории. Здесь, в возрасте 47 лет, он проявил интерес к астрономии. В 1806 году он сделал заказ на изготовление меридианного круга конструктору инструментов Эдварду Траутону. С помощью этого уникального для того времени астрономического инструмента Грумбридж более десяти лет производил измерения координат звёзд.
В 1815 году Грумбридж оставил бизнес и полностью посвятил себя астрономии, составляя каталог звёзд вплоть до восьмой-девятой величины. Каталог насчитывал 4239 звёзд. Грумбридж долгие годы обрабатывал и перепроверял данные — делал поправки на преломление, корректировал инструментальные и временные ошибки.
С 1808 по 1826 год Грумбридж опубликовал двенадцать работ, в которых излагал результаты своих исследований.
В 1812 году Грумбриджа избрали членом Королевского общества. Он также является одним из основателей Лондонского астрономического общества, в настоящее время известного как Королевское астрономическое общество.
В 1827 году Грумбридж перенёс инсульт и был парализован. Учёный так и не оправился после инсульта и умер через 5 лет.
Друзья и коллеги Грумбриджа, продолжившие его работу, опубликовали в 1833 году каталог циркумполярных звёзд. В этом каталоге были обнаружены ошибки, поэтому книга была отозвана. Исправленный каталог был опубликован в 1838 году.